# Saint Vincent i Grenadyny na Mistrzostwach Świata w Lekkoatletyce 2017
Saint Vincent i Grenadyny na Mistrzostwach Świata w Lekkoatletyce 2017 – reprezentacja Saint Vincent i Grenadynów podczas Mistrzostw Świata w Londynie liczyła 1 zawodnika, który nie zdobył medalu.

## Skład reprezentacji
| Zawodnik         | Konkurencja        | Eliminacje | Eliminacje | Półfinał | Półfinał | Finał    | Finał   |
| Zawodnik         | Konkurencja        | Rezultat   | Pozycja    | Rezultat | Pozycja  | Rezultat | Pozycja |
| ---------------- | ------------------ | ---------- | ---------- | -------- | -------- | -------- | ------- |
| Kimorie Shearman | Bieg na 400 metrów | 47,05      | 43.        | NQ       | NQ       | NQ       | NQ      |